# STS-81
STS-81 var en flygning i det amerikanska rymdfärjeprogrammet med rymdfärjan Atlantis. Den sköts upp från Pad 39B vid Kennedy Space Center i Florida den 12 januari 1997. Efter drygt tio dagar i omloppsbana runt jorden återinträdde rymdfärjan i jordens atmosfär och landade vid Kennedy Space Center.
Flygningen gick till den ryska rymdstationen Mir.
Målet var att leverera utrustning och förnödenheter till rymdstationen, detta gjorde man med hjälp av en Spacehab-modul placerad i rymdfärjans lastrum.

## Besättning
- Michael A. Baker
- Brent W. Jett
- John M. Grunsfeld
- Marsha S. Ivins
- Peter J.K. Wisoff
- Jerry M. Linenger
- John E. Blaha

## Väckningar
Under Geminiprogrammet började NASA spela musik för besättningar och sedan Apollo 15 har man varje "morgon" väckt besättningen med ett musikstycke, särskilt utvalt antingen för en enskild astronaut eller för de förhållanden som råder.
| Dag | Låt                       | Artist/Kompositör         |
| --- | ------------------------- | ------------------------- |
| 2   | "Free Ride"               | The Edgar Winter Group    |
| 3   | "It Keeps You Runnin’"    | The Doobie Brothers       |
| 4   | "Hitchin’ a Ride"         | Vanity Fare               |
| 5   | "Celebration"             | Kool and the Gang         |
| 6   | "I Got You (I Feel Good)" | James Brown               |
| 7   | "Mack the Knife"          | Bobby Darin               |
| 8   | "Ticket to Ride"          | The Beatles               |
| 9   | "My Favorite Marcia"      | The Allison Brown Quartet |
| 10  | "The Banana Boat Song"    | Harry Belafonte           |